# Geoscience Australia

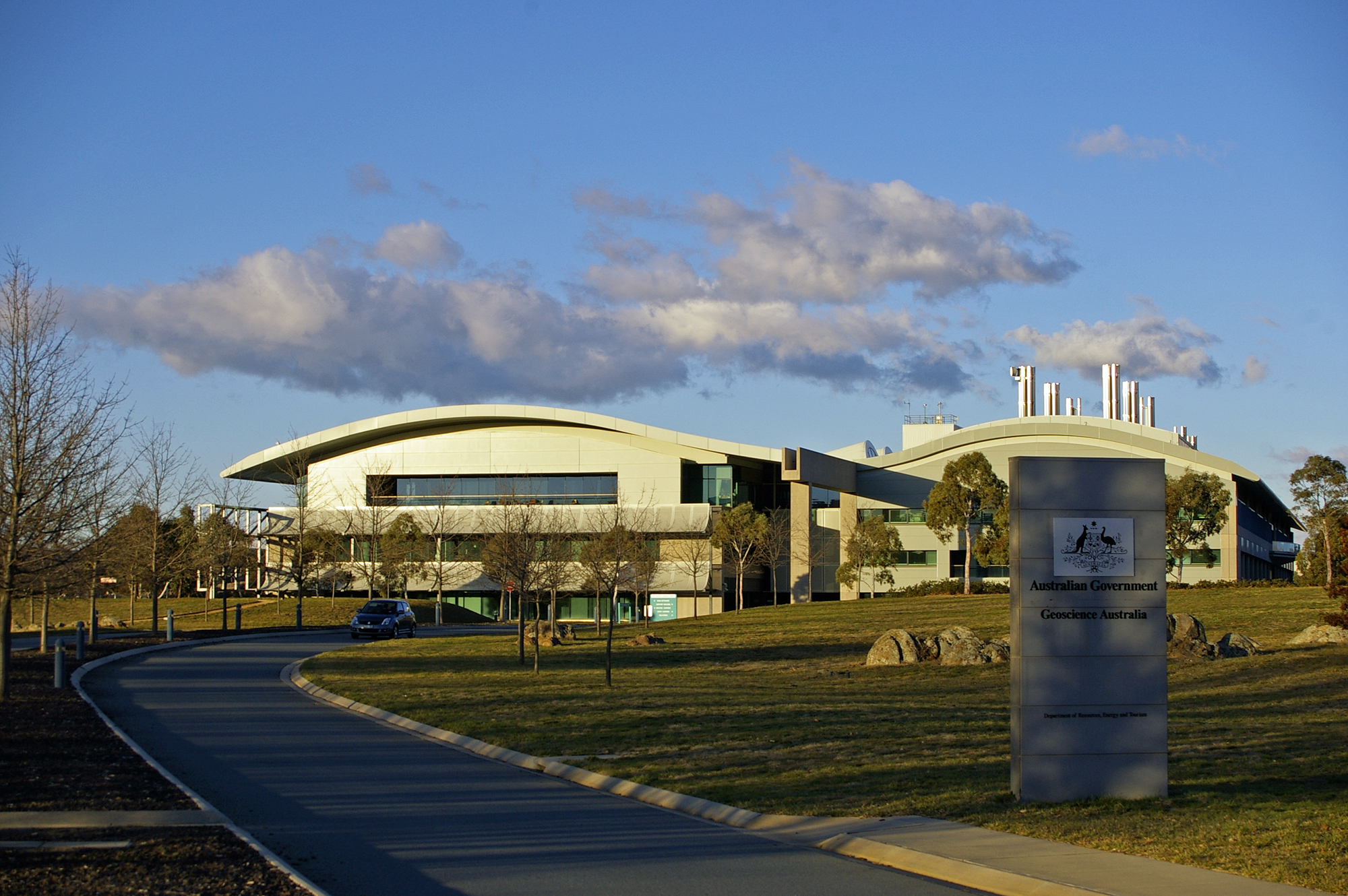
Hoofdkantoor van de organisatie in Canberra

Geoscience Australia is een agentschap van de Australische federale overheid. Het agentschap voert geowetenschappelijk onderzoek uit. Op basis van het profijtbeginsel (de gebruiker betaalt) levert het geografische informatie zoals topografische kaarten en satellietbeelden.

## Geschiedenis
Het agentschap werd opgericht in 1946 als het Bureau of Mineral Resources, Geology and Geophysics (BMR) (vertaald: Bureau van minerale hulpbronnen, geologie en geofysica) om geologische en geofysische kaarten van Australië aan te bieden ten behoeve van de ontginning van mineralen.
In 1992 heeft de naam veranderd in Australian Geological Survey Organisation (AGSO).
In 2001 werd de naam als gevolg van een verschuiving naar geowetenschappelijke informatie voor petroleum en mineralen weer veranderd in AGSO-Geoscience Australia. Later dat jaar werd er aan de organisatie de Australian Surveying and Land Information Group (AUSLIG) toegevoegd waardoor de naam opnieuw werd veranderd in Geoscience Australia.